# Пальховский, Александр Михайлович
Александр Михайлович Пальховский (13 (25) июня 1831, Тамбов — 14 (27) июля 1907, с. Никольское-Трубецкое, Московский уезд) — потомственный дворянин, переводчик-дарвинист, популяризатор естественных наук, публицист, литературный критик и издатель, адвокат и правовед. Автор перевода первой книги об эволюции на русском языке.

## Биография
Сын коллежского регистратора (впоследствии подпоручика) М. И. Пальховского, потомственный дворянин, православный. Родился в Тамбове. Крещён 18.06.1831 в Покровской церкви. Восприемники: коллежский советник и кавалер Михаил Дмитриевич Норов и надворная советница Евдокия Дмитриевна Есипова.
С 1845 учился в Ставропольской губернской гимназии, полный курс которой окончил в 1852 с правом на чин XIV класса при вступлении в гражданскую службу. Владел французским, немецким и английским языками. В августе 1852 года без экзаменов принят в число казённых студентов медицинского факультета Императорского Московского университета по квоте, выделяемой правительством выпускникам учебных заведений Кавказского учебного округа для подготовки гражданских медиков с целью их дальнейшей службы на Кавказе и в Закавказье. Успехами в медицинских науках не отличался. С 1852/1853 по 1857/1858 академический год прослушал лекции 1-4 курсов; в 1857 году, по прошению, исключен из числа кавказских воспитанников, а с 12 сентября 1858 года отчислен из университета, не окончив полного (пятилетнего) курса медицинского факультета: «экзамену для принятия на высший курс не подвергался» — и, соответственно, не имел прав по службе, предоставляемых воспитанникам высших учебных заведений. По одним сведениям, прошение об увольнении из числа казенных воспитанников университета было связано с нежеланием А. М. Пальховского заниматься медицинской практикой. По другим, в связи с его нежеланием, по семейным обстоятельствам, возвращаться из Москвы на Кавказ для прохождения дальнейшей службы. А. М. Пальховский как студент, обучавшийся за казённый счет и предназначенный «исключительно» для подготовки медиков для дальнейшей гражданской службы на Кавказе и в Закавказье, по нормам законодательства того времени, обязан был, по окончании курса университета, прослужить не менее шести лет на должности врача где-то в южных губерниях России. Ко времени его учебы в университете относится исключение отца из военной службы по решению военного суда.

### Литературная деятельность
В том же — 1857 году, он начал выступал как публицист, литературный критик, переводчик, корреспондент и сотрудник издававшихся в Москве повременных газет и журналов: газеты «Московские ведомости» (1857), журнала «Общезанимательный вестник» (1857—1858), газеты «Московский вестник» (1857—1861), журнала «Атеней» (1858—1859), газеты «Московский курьер» (1861). С первой половины 1860-х годов сотрудничал в изданиях «Петербургский листок», «С.-Петербургские ведомости», «Книжник», «Книжный вестник», со второй половины — в изданиях «Голос», «Судебный вестник», «Юридический журнал», «Правительственный вестник», «Биржевые ведомости» и других, издававшихся в Москве и С.-Петербурге в 1860—1880-х годах. Во второй половине 1890-х был корреспондентом «Одесских новостей». В конце жизни сотрудничал в «Судебной газете».
В 1862—1864 годах служил управляющим литературным бюро (отделом) московского филиала «Перворазрядной конторы комиссионерства и агентства П. В. Васильева», позже известной под фирмой торгового комиссионерства и посреднического агентства «Убри», имевшей отделения в Москве и С.-Петербурге. Главными пайщиками и основными владельцами этой посреднической компании в середине 1860-х годов стали скандально известные, в связи с участием в многочисленных судебных процессах по делам о печати, мошенничестве и подделке духовных завещаний, братья Зарудные — Николай, Александр и Алексей Андреевичи, харьковские помещики, сыновья отставного подпоручика Андрея Андреевича Зарудного (1786—1842), которые приобрели у известного писателя и этнографа А. С. Афанасьева-Чужбинского права на издание популярной газеты «Петербургский листок». Другим крупным вкладчиком (пайщиком) конторы был отставной титулярный советник Илья Антипович Татаринов (1831—1895), большой любитель балета, музыкант, музыкальный критик и литератор, впоследствии ставший заместителем главного редактора газеты «Правительственный вестник» (бывшая «Северная почта») и цензором С.-Петербургского цензурного комитета. Деятельность литературного бюро под руководством А. М. Пальховского, служившего в московской конторе братьев Зарудных, охватывала самые разнообразные виды предпринимательства: книготорговлю; редакторскую и издательскую деятельность; взаимоотношения с цензурой; «оценку» литературных достоинств сочинений; переводы; выписку и доставку периодических изданий; подбор библиотек; рекламу и т. д.; в 1865 году, уже после ухода Пальховского, при конторе открыт юридический стол (отдел), занимавшийся, среди прочего, исками по литературным спорам. Такая всеобъемлющая литературная деятельность зачастую вызывало критику современников, которая была связана с возможными злоупотреблениями со стороны литературного бюро конторы братьев Зарудных. Один из них заметил, что эта «торговая контора делается безапелляционным судьей и решателем в деле русской литературы; одним взмахом пера она может одного писателя превознести, другого уничтожить, и притом так, что превозносимые и уничтожаемые этого и не узнают. Бюро может даже в одно время и превознести, и уничтожить. Положим, например, поступают два требования: одно на учебник истории г. Соловьева, другое на учебник г. Иловайского. Можно бы и послать их, довольствуясь 10 %, то есть 19-ю коп., но, пользуясь своим правом списываться, Литературное Бюро может написать 1-му — что учебник г. Соловьева не так хорош, как учебник г. Иловайского (20 к. за совет и 10 к. за письмо), а второму: что учебник г. Иловайского не так хорош, как учебник г. Соловьева (20 к. за совет и 10 к. за письмо). И совет дан, и 19 коп. получены, да ещё и 60 коп. в конторе осталось, ибо и от писем выгоду надо считать: выписывают обыкновенно не одно, а несколько сочинений, и совет может быть написан по 10 названиям в одном письме, а удержится за письма 1 руб. (по 10 коп. с сочинения). Не этот ли простой расчет может служить ключом к широковещательному объявлению с претензиями судить и рядить надо всею русской литературой, и торговать книгами, которые только достойны похвалы, в непрестанной притом заботе об иногородних читателях?».
Как публицист, театральный и литературный критик А. М. Пальховский стал известен в конце 1850-х — начале 1860-х годов, в связи с публикациями и полемикой по вопросам естественных наук, роли женщины в общественной жизни, рецензиями на драматические и литературные сочинения. Пробовал себя в роли драматурга. Рецензия на сочинение А. Е. Надеждина «Журналы, газеты и публика» принесла Пальховскому скандальную известность всероссийского масштаба. В течение 1860 года в литературном отделе газеты «Московский вестник» опубликовал цикл статей, посвященных истории немецкой литературы. На эту же тему в 1861 году перевел сочинения Г. Гейне, изданных отдельной брошюрой. В 1865 г. стал одним из авторов десятитомного «Собрания сочинений Генриха Гейне», издававшегося в течение 1860-х годов, под общей редакцией П. И. Вейнберга. Большой отклик в обществе вызывала полемика Пальховского с сотрудницей «Экономического указателя» М. Н. Вернадской, супругой издателя И. В. Вернадского, поместившей в журнале мужа статью «Женский труд», которая была посвящена правам женщин, женской эмансипации и равенству между полами. Пальховский написал на эту статью и на статью, появившуюся в «С.-Петербургских ведомостях», критическую рецензию. Он выступил с критикой равных прав на образование и труд полов, доказывая, что единственный труд, для которого созданы женщины, это «рождение и воспитание детей и хозяйство», поэтому им не следует стремиться к получению образования и самостоятельно зарабатывать на жизнь. Однако, с началом реформ 1860-х годов радикально поменял точку зрения, и стал убежденным сторонником доступности женского образования, равных прав женщин на труд и профессию, справедливости оплаты труда, при необходимости одновременной защиты женского здоровья, соблюдения санитарных норм и требований охраны труда и т. д. Наглядным доказательством такой перемены во взглядах является посвящение главного перевода А. М. Пальховского.

### Переводчик — дарвинист
Пальховский, в первую очередь, приобрел широкую известность переводами в первой половине 1860-х годов сочинений европейских ученых по естественным наукам. Историческая его заслуга в том, что он стал переводчиком первой книги учения об эволюции на русском языке — «Следов естественной истории творения» Р. Чемберса, изданной в 1863 и переизданной в 1868 годах в России под заглавием «Естественная история мироздания», в переводе А. М. Пальховского, с немецкого перевода К. Фогта. Эта книга была издана на год раньше русского перевода «Происхождения видов» Ч. Дарвина. Свой труд А. М. Пальховский «в знак глубокого уважения» посвятил Марии Матвеевне Ергольской, детской писательнице, переводчице, издательнице и педагогу, широко известной в 1870-х-1880-х годах.
А. М. Пальховский перевел сочинения по естественным наукам таких авторов, как Я. Молешотт, А. Мори, А. Гильемен, Т. Гексли, Р. Дюлон и Ч. Лайель. Переводы сопровождал примечаниями, дополнениями и комментариями с изложением своей точки зрения. Рецензии на книги в переводе Пальховского стали важной составляющей содержания библиографических журналов «Книжный вестник» и «Книжник». Публиковались они и в библиографических отделах других изданий («Русское слово», «Вестник Европы», «Современник» и пр.). Особенно много таких рецензий было напечатано в период с 1863 по 1865 год. Несмотря на то, что издание подобных сочинений в русском переводе постоянно вызывало цензурные затруднения и запрещения, журналы стремились своими рецензиями информировать подписчиков «о передовой естественно-научной мысли своего времени». В журнале Н. А. Сеньковского «Книжный вестник» А. М. Пальховский вел обзоры естественнонаучной литературы. Этим же он занимался, перейдя в журнал «Книжник» А. Ф. Черенина. В своём обзоре книг по естественным наукам за 1864 г. он писал: «Придать жизненное значение одной и внести разумность в жизнь другого — вот та роль, которую играли и всегда будут играть вообще образованные люди. Следовательно, их назначение — действовать. Но, чтобы действовать, и действовать благотворно, необходима достаточная зрелость, стойкость основных понятий, необходимо прочное, солидное миросозерцание. Средством для этого служит популяризация науки. Вот почему в наших глазах имеют значение статьи Д. Писарева, Шелгунова и др., взявших на себя труд популяризировать сочинения, касающиеся естественно-исторических вопросов». Так А. М. Пальховский сам определял причину и значение своей деятельности в качестве переводчика. К середине 1860-х годов он приобрел репутацию последовательного сторонника дарвинизма, основанного на материалистическом и атеистическом мировоззрении. Практически все частные и публичные библиотеки того времени содержали сочинения вышеуказанных зарубежных ученых, изданных в переводе Пальховского, с его комментариями и дополнениями. Современниками он ставился в один ряд с такими переводчиками и издателями, как П. А. Гайдебуров, В. Е. Генкель и И. Т. Лисенков.
Как переводчик, комментатор и полемист Пальховский внес большой вклад в становление естественнонаучного образования в России в эпоху реформ 1860-х годов. Однако, к началу XX века он был забыт. Последняя известная его публикация относится к вопросам коммерческого права. Более ста лет личность А. М. Пальховского пребывала в забвении. Не были известны факты его биографии, даже имя и отчество для многих оставались загадкой вплоть до 1980-х годов. Советские историки ещё в 1950-х годах подняли вопрос о переосмыслении роли и месте переводчика и комментатора в истории русской философской мысли. Тогда они писали, что Пальховский «страстно и в резкой форме борется за материализм… за научный, материалистический курс в психологии…, за теорию развития… против телеологии в биологии… за дарвинизм, против идеалистического ламаркизма… за единство организмов и среды, за наследуемость приобретаемых свойств… за естественное самозарождение (прежде и теперь) живой материи… за её существование на других планетах, кроме Земли; выходя за пределы биологии, он высказывается как материалист о происхождении искусства… как гуманист о борьбе с преступностью… был крайне недоволен состоянием науки о праве, но надеялся, что и её реформа осуществится тогда, „когда юристы ознакомятся с общими положениями, выработанными естественными науками“». По их мнению, А. М. Пальховский — шестидесятник-публицист, популяризатор и пропагандист естествознания как формы «борьбы за передовое научное мировоззрение, как средства борьбы против идеализма и суеверий», достоин занимать в русской истории то же место, которое принадлежит Д. И. Писареву, как продолжатель литературных традиций А. И. Герцена и В. Г. Белинского, Н. Г. Чернышевского и Н. А. Добролюбова. Прошло более семидесяти лет с тех пор и только в последние годы появились отдельные публикации, приоткрывающие тайны биографии и творчества Пальховского.

#### Переводы
- Гейне Г. Германия / пер. А. Пальховского. Вып.1: Литература до смерти Гёте. Поэты- романтики. — М.: Тип. В. И. Рышкова, 1861.
- Фогт К. Естественная история мироздания = (Vestiges of the natural history of creation) / С нем. пер. Карла Фогта пер., (снабдил предисл.) и доп. примеч. А. Пальховский. — М.: А. Черенин и А. Ушаков, 1863.
- Молешотт Я. Физиологические эскизы / Пер. с примеч. А. Пальховского. — М.: В. Грачев и А. Черенин, 1863.
- Молешотт Я. Физиологические эскизы / Пер. с примеч. А. Пальховского. — 2-е изд., испр. и доп. (двумя статьями авт.: «Возможное для человека» и «Жизнь и свет»). — М.: В. Грачев и А. Черенин, 1865.
- Гильемен А. В. Миры: Популярная астрономия / пер. под ред. и с примеч. А. М. Пальховского. — М.: тип. Грачева и К°, 1866.
- Мори А. Сон и сновидения: Психологические исследования и наблюдения А. Мори / Пер. (и предисл). А. М. Пальховского. — М.: тип. Грачева и К°, 1867.
- Чемберс Р. Естественная история мироздания / С нем. пер. Карла Фогта пер. и доп. примеч. А. Пальховский. — 2-е изд., без перемен. — М.: тип. В. Готье, 1868.
- Дюлон Р. Из Америки: О школе вообще, о немецкой и американской школе: с примечаниями и прибавлением о рациональной школе / Пер. с нем. (и предисл.) А. М. Пальховского. — М.: А. Н. Трофимовский, 1868.

### Правовед
После покушения на императора Александра II А. М. Пальховский отошел от литературной деятельности и занялся юридической практикой. Получив свидетельство от Московского университета о неоконченном высшем образовании, по прошению на имя императора, с 8 мая 1868 года утвержден в должности присяжного стряпчего Московского коммерческого суда, что давало право заниматься и адвокатской практикой в качестве присяжного поверенного. В собрании от 31 января 1871 года баллотирован, в собрании от 17 февраля 1871 года избран действительным членом Московского юридического общества при Императорском Московском университете. В том же — 1871 году, в качестве присяжного поверенного участвовал в процессе нечаевцев, защищал Александра Бутурлина, обвиненного в принадлежности к нечаевской «Народной расправе», который был оправдан. Отчеты о судебных заседаниях по этому делу, в которых выступал Пальховский, публиковались на страницах многих изданий.
Выступал с докладами на заседаниях Московского юридического общества. В собрании общества от 5 марта 1879 года избран членом особой комиссии по организации «правильного ряда рефератов» (пособий и руководств) по вопросам гражданского и уголовного законодательства. В 1880-х годах приглашался читать публичные лекции по вопросам права при Московском университете. В связи с юридической практикой в конце 1860-х годов начал издавать собственные сочинения и сборники по различным отраслям гражданского, уголовного и коммерческого права, имевших тиражи в нескольско тысяч экземпляров. Некоторые из них выдержали два издания, переиздавались в виде карманных справочников. Своими сочинениями по вопросам права к концу 1870-х годов приобрел репутацию в юридическом сообществе. Его работы рецензировались и разбирались, на них ссылались в юридических трудах. С 1 января 1905 года вёл рубрику «Юридический фельетон (наиболее выдающиеся правовые вопросы жизни и судебной практики)» в еженедельной «Судебной газете». Как один из основоположников научного подхода к правовому статусу адвокатуры в системе государственного судопроизводства, труды А. М. Пальховского востребованы историками русского права до настоящего времени. 
Умер в июле 1907 года. Отпевался в Богородицерождественской церкви и был похоронен с дочерью, на приходском кладбище села Никольского-Трубецкого (ныне ― г. Балашиха), Пехорской волости, Московского уезда, Московской губернии. 

#### Сочинения и руководства
- Питейный устав: Полное собрание всех законоположений и правительственных распоряжений по питейному сбору / Изд. А. Пальховского. — М.: тип. Грачева и К°, 1869.
- Судебные уставы 20 ноября 1864 года: С прибавлением: I. Дополнений и примечаний по продолжениям 1868 и 1869 годов. II. Решений кассационных департаментов Правительствующего сената с 1866 по 1870 год. III. Узаконений, изданных в дополнение к уставам по июль 1870 года; IV. Статей тома Х ч. 1-й и других частей Свода законов гражданских, на которые в уставах есть ссылки. V. Статей Уложения о наказаниях, на которые в уставах есть ссылки… (и др.) — М.: А. М. Пальховский, 1870; 2-е издание вышло в 1873 г.; 3-е издание вышло в 1876 г.
- Свод законов гражданских: Т. 10-го, ч. 1-й (Свода законов) по изданию 1857 г. и Продолжениям 1863, 1864, 1868 и 1869 годов: С прибавлением: 1. Решений кассационных департаментов Сената. 2. Решений Правительствующего Сената. 3. Некоторых решений новых судебных установлений (и др.) — М.: изд. А. М. Пальховского, 1870.
- Свод законов гражданских: Т. 10-го, ч. 2-й (Свода законов): С прибавлением: Решений кассационных департаментов Правительствующего Сената. — М.: изд. Присяжного стряпчего Московского коммерческого суда А. М. Пальховского, 1871.
- О праве представительства на суде: исслед. А. М. Пальховского. — М.: тип. Ф. Иогансон, 1876.
- Россия. Сенат Гражданский кассационный департамент. Свод суждений Сената по вопросам материального и процессуального гражданского и торгового права: Извлечение из решений Гражданского кассационного департамента с 1866 по 1873 г / Сост. А. М. Пальховский. — М.: типо-лит. т-ва И. Н. Кушнерев и К°, 1878.
- О предварительном аресте неисправных должников при вексельных взысканиях по закону 7 марта 1879 г.: (Чит. в публ. заседаниях Моск. юрид. о-ва 23 и 30 апр. 1879 г.) / Соч. А. М. Пальховского, д. чл. Моск. юрид. о-ва. — М.: изд. Г. В. Бертгольдт, 1879.
- Закон об отмене личного задержания неисправных должников: (С прил. разъяснений и толкований закона 7 марта 1879 г. А. М. Пальховского). — М.: тип. В. Н. Маракуева и Л. Ф. Снегирева, 1879.

## Семья
- Отец — Михаил Иванович Пальховский (1801 — после 1853), армии подпоручик, смотритель Владикавказского военного госпиталя. Сын Скопинского военного конского завода штаб-лекаря, коллежского асессора Ивана Ермилова Пальховского, брат Любови, Марии и Алексея. Служил в 7-м Егерском полку, квартировавшего в г. Скопине Рязанской губернии: из портупей-юнкеров полка произведён, за отличие, в прапорщики 12 декабря 1824[27]; по прошению, поданного прежде 01.01.1826, уволен от военной службы, по домашним обстоятельствам, с пожалованием чина подпоручика, 20 апреля 1826 года[28]. Поступил в статскую службу и с 1826 по 1832 год, с переименованием в чин коллежского регистратора, служил помощником надзирателя питейного сбора Сапожковского уезда Рязанской губернии, затем переведен чиновником особых поручений при тамбовском гражданском губернаторе, статском советнике Степане Федоровиче Паскевиче. В 1832 году назначен комиссионером 14-го класса Тамбовской комиссариатской комиссии, то есть гражданским чиновником военного ведомства в чине коллежского регистратора, где и дослужился до комиссионера 9-го класса, то есть титулярного советника, той же комиссариатской комиссии. Совместно с родственниками был рязанским домовладельцем: по купчей от 8 апреля 1837 года, совершенной в Рязанской палате гражданского суда, вместе с сестрами — титулярной советницей Любовью Ивановной Рудаковой (впоследствии коллежская асессорша) и девицей Марьей Ивановной Пальховской, братом — дворянином Алексеем Ивановичем Пальховским, землемером при Хозяйственном отделении Рязанской казённой палаты (впоследствии губернский секретарь в отставке, помещик недвижимого имения, благоприобретенного в сельце Новопавловском Сапожковского и наследованного от супруги — Елизаветы Николаевны, в сельце Шепелево Касимовского уездов Рязанской губернии), продал майорше Елизавете Васильевой Савостьяновой в г. Рязани дворовое место, со строением, за 4 000 руб. ассигнациями. В 1841 году в том же чине — титулярного советника, переведен в Ставропольскую комиссариатскую комиссию и в начале 1842 года назначен смотрителем Темнолесского временно-военного госпиталя близ Ставрополя. Высочайшим приказом от 6 марта 1842 года, из титулярных советников, то есть гражданских чиновников военного ведомства, определен в военную службу вновь, прежним чином прапорщика, состоящего по армии, с оставлением в должности смотрителя Темнолесского военного госпиталя.[29] Затем переведен смотрителем Владикавказского военного госпиталя и произведен в чин подпоручика 15 апреля 1845, с оставлением в должности и по армии.[30] В этом чине и в той должности, по результатам ревизии «за противозаконные сделки с поверенным подрядчика, при приеме от него в госпиталь припасов, составление по книгам неправильных расписок и другие беспорядки по службе», был уволен от службы 2 марта 1848 года и отдан под военный суд. Согласно докладу генерал-аудитора на высочайшее имя, по военно-судебному делу М. И. Пальховского, утвержденного высочайшей конфирмацией от 19 ноября 1853 года, сенатским рапортом военного министра от 21 ноября 1853 № 6045 и по высочайшему указу от 10 декабря 1853 года, исключен из службы, однако, без лишения чинов, но с повелением впредь его в оную не определять[31] (высочайший приказ от 2.12.1853 г. по армии[32]). По-видимому, в связи с этими событиями в семье А. М. Пальховский два года (в 1852/1853 и 1853/1854 академических годах) проучился на первом курсе медицинского факультета[33].

- Брат ― Николай Михайлович Пальховский, педагог, коллежский советник, служил на Кавказе. Окончил курс Ставропольской губернской гимназии, с правом на чин XIV класса при вступлении в гражданскую службу. В службу вступил младшим учителем той же гимназии. Сенатским указом от 18.02.1865 года № 44, по Ставропольской дирекции училищ, произведен, за выслугу лет, в чин коллежского секретаря, со старшинством с 18.08.1858 года; сенатским указом от 15.11.1866 года № 268, по учебным заведениям на Кавказе и в Закавказье, произведен, за выслугу лет, в титулярные советники, со старшинством с 18.08.1861 года; переведен штатным смотрителем и учителем Телавского уездного училища Тифлисской губернии; сенатским указом от 15.01.1868 года № 32, по учебным заведениям на Кавказе и в Закавказье, произведен, за выслугу лет, в коллежские асессоры, со старшинством с 18.08.1864 года; сенатским указом от 17.09.1870 года № 211, по Кавказскому учебному округу, произведен, за выслугу лет, в надворные советники, со старшинством с 18.08.1868 года; пожалован орденом Святой Анны 3 степени 25.12.1869; переведен воспитателем Эриванской прогимназии; сенатским указом от 28.12.1873 года № 170, по Кавказскому учебному округу, произведен, за выслугу лет, в чин коллежского советника, со старшинством с 18.08.1872 года.

- Жена ― Анна Григорьевна, урождённая Иванская (08.01.1840, Москва ―?), московская потомственная дворянка. Крещена 13.01.1840, восприемники: коллежский советник Герасим Кириллович Воскресенский и 6-го класса Григория Ивановича Спасского жена Пелагея Арсеньевна. Дочь коллежского советника Григория Григорьевича Иванского (1796 ― не ранее 1866), происходившего из купеческого звания: воспитанник Московского университета (1821), коллежский советник (1846), учитель истории Московского Александровского сиротского института; жена ― Екатерина[34] Никифоровна, урождённая Спасская (1809―не ранее 1866), дочь статского советника (1816) и кавалера[35] Никифора Ивановича Спасского (02.02.1770―24.03.1835).[36] Кроме старшей дочери Анны, Иванские в браке имели сына Михаила Григорьевича Иванского (07.03.1844―18.10.1910), и младшую дочь Марию (22.09.1845―?). Девица А. Г. Иванская первым браком вышла замуж за 34-летнего дворянина А. М. Пальховского 27 января (8 февраля) 1865 в Москве. Венчались в сохранившейся до наших дней Антипьевской церкви.[37]

- - Сын ― Александр Александрович Пальховский (1865―не ранее 1921), врач-акушер хирург, надворный советник. В августе 1885 года поступил на медицинский факультет Императорского Юрьевского университета, который окончил в 1892 году со званием лекаря. После окончания университета оставлен ассистентом при клинике университета. Зачислен в запас чиновников военно-медицинского ведомства ― по Юрьевскому уезду, Лифляндской губернии, с 13 февраля 1894 г.[38] Приказом министра внутренних дел от 31 января 1904 года № 5, определен в службу, врачом бесплатной лечебницы и хирургической клиники Московской Иверской общины сестер милосердия Российского общества Красного Креста, с 17 января 1902 года.[39] Состоял членом Педагогического совета Иверской общины сестер милосердия. Высочайшим приказом от 3 марта 1906 года № 13, по ведомству Министерства внутренних дел, из коллежских асессоров произведен в чин надворного советника, со старшинством с 2.02.1904 года. Из числа чиновников запаса военно-санитарного ведомства уволен в отставку, на основании С. В. П., 1869 г.,  Т. VII (изд. 2), ст. 844, с зачислением в санитарное ополчение, по Московскому уезду, с 3 июня 1912 года.[40] Впоследствии служил фабричным врачом больницы Товарищества Балашинской мануфактуры бумажных изделий Московского уезда. В советское время жил в Балашихе, работал врачом Балашихинской больницы, Разинского р-на, Московской губернии (1921).[41]

- - Дочь ― Агния Александровна Пальховская (20.05.1866, Москва ―13.06.1899, с. Никольское-Трубецкое, Московского уезда), девица. Крещена 24.05.1866. Восприемники: временно-московский 1-й гильдии купец Михаил Константинович Курганов и отставного коллежского советника Г. Г. Иванского дена Екатерина Никифоровна.[42] Умерла от чахотки. Была похоронена на приходском кладбище с. Никольского-Трубецкого, Пехорской волости, Московского уезда.[43]